# Visbygade
Visbygade er en gade i Østervold kvarteret i København, der er en del af et kvarter med gader opkaldt efter svenske byer. Gaden bærer navnet efter den svenske by, Visby, som ligger på den svenske ø Gotland i Den Botniske Bugt.
På Visbygade findes både større etageejendomme, en kiosk, samt den katolske privatskole Institut Sankt Joseph. Gaden udgår fra Stockholmsgade og krydses midtpå af Olof Palmes Gade. I nord ender den blindt ved Holmens Kirkegård, som der dog ikke er offentlig adgang til herfra.